# Lusignac
Lusignac é uma comuna francesa na região administrativa da Nova Aquitânia, no departamento Dordonha. Estende-se por uma área de 8 km². Em 2010 a comuna tinha 176 habitantes (densidade: 22 hab./km²).